# Acrosterigma
Acrosterigma is een geslacht van mollusken, dat fossiel bekend is vanaf het Oligoceen.

## Beschrijving
Deze tweekleppige heeft een elliptische schelp met gladde, radiaire ribben en smalle groeven en een kleine, sterk gebogen slotplaat. Het centrum van het slot van de linkerklep bevat twee uiteenwijkende tandjes, die de enige smalle tand in de rechterklep omvatten. Het aan de voorzijde verlengde slot bevat een of twee laterale (aan de zijkant gelegen) tanden. De andere zijde bevat een verhoogd plateau waaraan het ligament (elastische band, die op de plaats van het slot de twee schelpkleppen bij elkaar houdt) is vastgemaakt. De karteling van de binnenrand is samengesteld uit hoekige kantelen. De lengte van de schelp bedraagt ongeveer 1,7 cm.

## Leefwijze
Dit geslacht bewoont ondiepe tropische zeeën en leeft ingegraven in zand, silt of modder.